# 突山島
突山島（돌산도）是南韓全羅南道南岸的一座島嶼，面積70.3平方公里，屬於麗水市管轄。

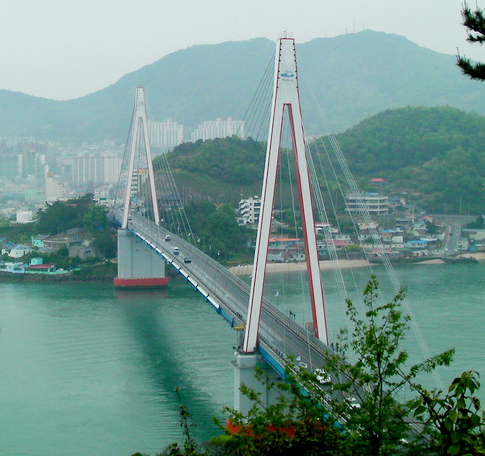
突山大橋

突山島與麗水半島之間由突山大橋連接。突山島是全羅南道的第二大島，以及南韓第十大島。